# Theofylline

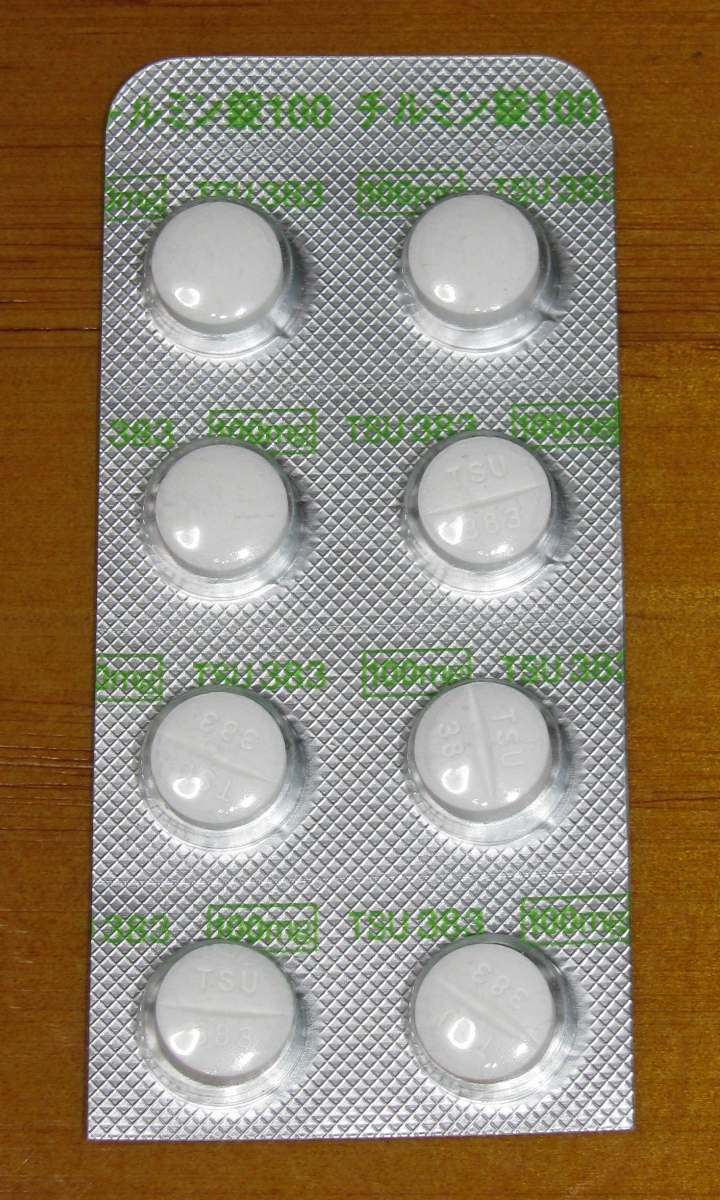
Theophylline extended-release tablets in Japan

Theofylline, ook bekend onder de naam dimethylxanthine, is een methylderivaat van xanthine, dat toegepast wordt als medicijn bij ziekten van de ademhalingswegen, zoals COPD of astma. Het middel is onder een groot aantal merknamen in de handel (geweest). Ten gevolge van het grote aantal bijwerkingen wordt het medicijn tegenwoordig weinig meer toegepast. Als lid van de xanthine-familie zijn er zowel moleculair structurele als farmacologische overeenkomsten met cafeïne. De stof komt voor in thee, zij het in zeer kleine hoeveelheden:(~1 mg/L). Voor therapeutische effecten is een veel hogere dosis nodig. Hoeveelheden tot 3,7 mg/g zijn gevonden in Criollo-cacaobonen.
De voornaamste effecten van theofylline zijn:
- ontspanning van de bronchiën (gladde spieren)
- toegenomen hartspiercontractie (positief inotropisch)
- toegenomen hartfrequentie (positief chronotropisch)
- bloeddruk verhogend
- toegenomen doorbloeding van de nieren
- enig ontstekingsremmend effect
- in het centrale zenuwstelsel vooral stimulering van het ademhalingscentrum.

## Geschiedenis
Theofylline is voor het eerst geïsoleerd uit theebladeren en geïdentificeerd rond 1888 door de Duitse botanicus Albrecht Kossel. Amper zeven jaar na de ontdekking werd de chemische synthese van de verbinding beschreven door Emil Fischer en Lorenz Ach. Rond 1900 werd de Traube synthese als alternatief door een andere Duitse chemicus, Wilhelm Traube beschreven. In 1902 werd theofylline voor het eerst als diureticum in een klinische situatie gebruikt. 20 jaar later werd de toepassing als astma-medicijn beschreven.

## Farmacokinetiek

### Absorptie
De biologische beschikbaarheid is 100%, hoewel er effecten zijn van de tijd waarop het medicijn wordt ingenomen of wat er vlak voor gegeten is. Deze effecten hebben geen invloed op de biologische beschikbaarheid.

### Verdeling door het lichaam
Theofylline wordt verspreid via de extracellulaire vloeistof, in de placenta, via moedermelk en in het centrale zenuwstelsel. Het distributievolume bedraagt 0,5 L/kg. Binding aan eiwitten is 40%. Het distributievolume kan groter zijn bij pasgeborenen en in gevallen van ondervoeding, obesitas leidt tot een kleiner distributievolume.

### Metabolisme
Theofylline wordt vooral via de lever gemetaboliseerd (tot 70%). De stof ondergaat N-demethylering via cytochroom CYP1A2. Het metabolisme volgt parallelle routes: deels via een eerste orde, deels via een Michaelis-Menten-route. Het metabolisme kan verzadigd raken, zelfs bij therapeutische hoeveelheden. Kleine dosisverandering kunnen dan leiden tot buitensporige veranderingen in de serumconcentratie. Voor rokers en mensen met een leveraandoening kan het metabolisme anders verlopen.

### Uitscheiding
Theofylline wordt onveranderd in de urine uitgescheiden (tot 10%). Theofylline verdwijnt sneller uit het lichaam bij kinderen tot 16 jaar en volwassen rokers. De stof blijft langer in het lichaam aanwezig bij ouderen, personen met hartfalen, cirrose of hypothyreoidie.
De halveringstijd varieert: 30 uur voor premature baby's, 24 uur voor pasgeboren baby's, 3,5 uur bij kinderen van 1 tot 9, 8 uur bij volwassen niet-rokers, 5 uur volwassen wel-rokers, 24 uur bij mensen met leverziekten en 12 uur voor ouderen.

### Mogelijke toepassingen
Er lijken aanwijzingen te zijn dat theofylline in gevallen van anosmie de geursensatie kan helpen verbeteren (studie in 2008).

## Bijwerkingen
Het gebruik van theofylline wordt gecompliceerd doordat er interferentie optreedt met verschillende andere medicijnen, beschreven zijn die met cimetidine en phenytoine. Daarnaast heeft theofylline een kleine therapeutische breedte, het gebruik dient goed gecontroleerd te worden om toxische effecten te voorkomen.

## Ongeboren kind
De Gezondheidsraad veronderstelt in zijn rapport van 5 april 2013 dat theofylline in categorie 1B is te classificeren, namelijk als een stof waarvan verondersteld wordt dat die het ongeboren kind kan schaden voor betrokkenen in het reproductieproces.

## Synthese
Theofylline kan synthetisch worden bereid, uitgaande van dimethylureum en ethyl-2-cyanoacetaat.